# Batrachorhina principis
Batrachorhina principis là một loài bọ cánh cứng trong họ Cerambycidae.